# Луганск (малый противолодочный корабль)
Луганск (U203) (укр. Луганськ) — малый противолодочный корабль на подводных крыльях проекта 11451 (код «Сокол», англ. Mukha class по классификации НАТО), заложенный в 1989 году как МПК-231 и не достроенный до сих пор.

## Особенности проекта
Серийные корабли проекта 11451, в основу которых был заложен проект 1141, имели кодовое название «Сокол». Новый проект был разработан Зеленодольским КБ согласно тактико-техническому заданию от 1981 года. 1145-й проект унаследовал многое из того, что не прошло испытания на головном корабле «Александр Кунахович»: были установлены носовые и кормовые крылья фиксированного типа с управляемыми закрылками. Сохранился и двигательный комплекс, аналогичный прототипу. Вместе с тем серийные корабли подверглись и существенным изменениям. От 1141-го проекта они отличались типом энергетической установки (дизели заменены газовыми турбинами экономичного хода), улучшенным вооружением и гидроакустическим оборудованием. Для улучшения маневренности на малом ходу было установлено носовое подруливающее устройство. Корабль оснащён автоматизированными комплексами управления главными двигателями, дизель-генераторами, судовыми системами, а также системой автоматического управления движением; современными радиотехническими средствами, которые включают оборудование радиосвязи «Буран-7», РЛС обнаружения надводных целей МР-220, систему распознавания свой-чужой «Нихром», РЛС управления артиллерийским огнём МР-123/176 «Вымпел». Для поиска и уничтожения подводных лодок МПК имеет опускаемую ГАС «Звезда-М1-01».

## История
Строительство серийных кораблей типа «Сокол» велось на феодосийском судостроительном заводе «Море» с 1982 года. Планировалось построить большую серию таких кораблей, но до распада СССР всего по проекту 11451 было построено два корабля — в 1988 году МПК-215 и 1989 году МПК-220. «Луганск» был заложен в 1989 году, но в строй так и не был введён. На 2014 год он пребывал на стадии 60% готовности, хотя в 2007 году сообщалось о готовности на 98%.